# Gmina Suszec
Die Gmina Suszec ist eine Landgemeinde im Powiat Pszczyński der Woiwodschaft Schlesien in Polen. Ihr Sitz ist das gleichnamige Dorf (deutsch Sussetz) mit etwa 4300 Einwohnern.

## Geographie

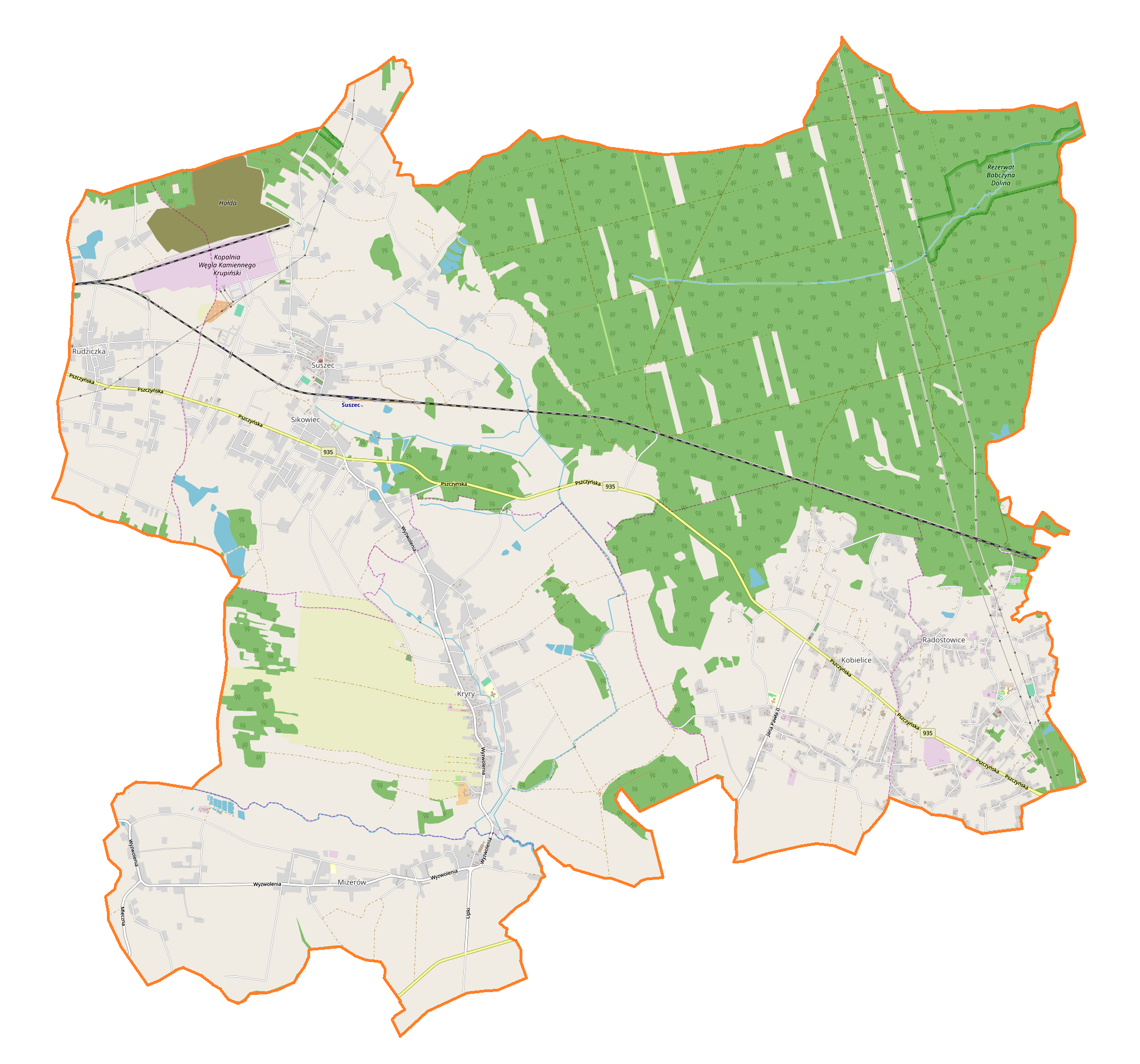
Karte der Gemeinde

Die Gemeinde liegt im Süden der Woiwodschaft und grenzt im Osten an die Woiwodschaft Kleinpolen. Die Kreisstadt Pszczyna (Pleß) liegt vier Kilometer südöstlich. Nachbargemeinden sind Orzesze im Norden, Kobiór im Nordosten, Pszczyna im Osten und Süden, Pawłowice im Südwesten und Żory im Westen. Nach Katowice (Kattowitz) sind es etwa 40 Kilometer in nördlicher Richtung.
Die Pszczynka durchzieht den Südwesten des Gemeindegebiets.

## Geschichte
Die Landgemeinde kam 1945 zur ehemaligen Woiwodschaft Schlesien und 1950 zur Woiwodschaft Katowice (1953–1956 Woiwodschaft Stalinogrodzkie). Von 1954 bis 1972 war die Gemeinde in Gromadas aufgelöst. Von 1975 bis 1998 wurde der Powiat aufgelöst und die Woiwodschaft im Zuschnitt verkleinert.
Die 1973 wieder gebildete Landgemeinde wurde von Februar 1977 bis September 1982 in Gmina Żory umbenannt. In dieser Zeit wurde der Sitz in die Stadt Żory verlegt und es bestand ein gemeinsamer Rat. Im Januar 1999 kam sie wieder zum Powiat Pszczyński und zur Woiwodschaft Schlesien.

## Gemeindepartnerschaften
- Novoť, Slowakei
- Zákamenné, Slowakei

## Gliederung
Zur Landgemeinde  (gmina wiejska) Suszec gehören sechs Dörfer mit einem Schulzenamt (solectwo):
- Kobielice (Kobielitz)
- Kryry (Krier)
- Mizerów (Miserau)
- Radostowice (Radostowitz)
- Rudziczka (Riegersdorf)
- Suszec (Sussetz)

## Wirtschaft und Verkehr
Das Kohlebergwerk Krupiński (Kopalnia Węgla Kamiennego Krupiński, ehemals Suszec-Kaczyce-Pawłowice) im Nordwesten der Gemeinde förderte von 1983 bis 2017 Steinkohle.
Die Woiwodschaftsstraße DW935 führt von der Kreisstadt Pszczyna im Südosten nach Żory (Sohrau) und Racibórz (Ratibor) im Westen. An der Bahnstrecke Pszczyna–Rybnik bestehen die Bahnstationen Suszec Rudziczka, Suszec Kopalnia, Suszec und Radostowice. Der nächste internationale Flughafen ist Katowice.